# Kenda
Kenda é uma vila no distrito de Barddhaman, no estado indiano de Bengala Ocidental.

## Geografia
Kenda está localizada a 23° 12′ N, 86° 32′ L. Tem uma altitude média de 229 metros (751 pés).

## Demografia
Segundo o censo de 2001, Kenda tinha uma população de 14 517 habitantes. Os indivíduos do sexo masculino constituem 55% da população e os do sexo feminino 45%. Kenda tem uma taxa de literacia de 62%, superior à média nacional de 59,5%: a literacia no sexo masculino é de 71% e no sexo feminino é de 51%. Em Kenda, 13% da população está abaixo dos 6 anos de idade.